# Vincent Kompany
Vincent Jean Mpoy Kompany (Ukkel, 10 april 1986) is een Belgische voetbaltrainer en voormalig profvoetballer die bij voorkeur speelde als centraal verdediger. Hij is hoofdtrainer bij Bayern München in Duitsland.
Kompany begon zijn spelerscarrière in 2003 bij RSC Anderlecht, dat hij in 2006 verruilde voor Hamburger SV. Na twee jaar in Duitsland maakte hij de overstap naar het Engelse Manchester City, waar hij aanvoerder werd en het grootste deel van zijn succesvolle maar door blessures geplaagde carrière zou verdergaan.
In 2019 keerde Kompany terug naar Anderlecht als speler-trainer, alvorens het trainerschap volledig over te nemen van Frank Vercauteren in augustus 2020. Eind mei 2022 vertrok hij bij RSC Anderlecht. Op 14 juni 2022 maakte Burnley de komst van Kompany als nieuwe trainer bekend. In maart 2023 haalde hij zijn UEFA Pro License-trainersdiploma.
Als speler won Kompany onder andere twee Belgische landstitels, vier Engelse landstitels, twee FA Cups, vier EFL Cups, twee FA Community Shields en de UEFA Intertoto Cup. Daarnaast won hij eenmaal de Gouden Schoen, tweemaal de Ebbenhouten Schoen, werd hij tweemaal verkozen tot Jonge Profvoetballer van het Jaar en eenmaal tot Premier League Speler van het Seizoen. Ook speelde hij 89 interlands voor het Belgisch voetbalelftal, waarvoor hij vier doelpunten maakte en waarmee hij de bronzen medaille behaalde op het WK in 2018.
Als trainer won Kompany een Engelse landtitel met Burnley in de Championship. Kompany won de Duitse Bundisliga met Bayern Munchen in 2025

## Clubcarrière

### Jeugd
Vincent Kompany is een zoon van een Congolese vader en een Belgische moeder. In 1975 ontvluchtte Vincents vader Pierre Kompany het voormalige Zaïre en belandde als 'sans papiers' in België. Vincent groeide samen met zijn broer François en zus Christel op in de Noordwijk, een arme Brusselse buurt. Tijdens zijn jeugd gingen zijn ouders uit elkaar. Zijn moeder Joseline keerde terug naar de Ardennen, terwijl zijn vader Pierre met de kinderen in Brussel bleef.
De jonge Vincent leerde voetballen op de pleintjes van Noordwijk, waar hij op achtjarige leeftijd ontdekt werd door een scout van RSC Anderlecht. Twee jaar later wilde hij echter net als zijn zus aan atletiek gaan doen. Desondanks bleef de jonge verdediger bij Anderlecht en groeide hij uit tot een van de grootste talenten van de club. Reeds bij de miniemen (leeftijd 11 tot 12 jaar) werd hij door zijn toenmalige jeugdcoach geprezen in het weekblad Voetbalmagazine. Als tiener maakte hij deel uit van een sterke generatie bestaande uit onder meer Dries Mertens en Ilombe Mboyo.

### RSC Anderlecht
Op 1 juli 2003 tekende de zeventienjarige Kompany zijn eerste profcontract bij Anderlecht en maakte hij de overstap naar de A-kern, die toen onder leiding stond van coach Hugo Broos. Zes maanden later maakte ook de zestienjarige Anthony Vanden Borre de overstap naar het eerste elftal. De twee jeugdspelers van Anderlecht werden de revelaties van het seizoen 2003/04.
Kompany groeide ondanks zijn jonge leeftijd vrijwel meteen uit tot een titularis. In de eerste wedstrijd van het seizoen, op 30 juli 2003, maakte hij zijn officieel debuut. Hij mocht toen in de Champions League-voorronde in de basis starten tegen Rapid Boekarest. Op 9 augustus maakte hij tegen Antwerp FC zijn competitiedebuut. Zijn eerste doelpunt voor Anderlecht maakte hij op 2 februari 2004 in een competitieduel tegen Sint-Truidense VV. Anderlecht sloot het seizoen uiteindelijk af als kampioen, waarna Kompany voor het eerst verkozen werd tot Jonge Profvoetballer van het Jaar. Daarnaast mocht hij als beste Afrikaanse speler in de Belgische competitie ook de Ebbenhouten Schoen in ontvangst nemen.
In het daaropvolgende seizoen kende Anderlecht minder succes. De Brusselaars verzamelden in de groepsfase van de Champions League geen enkel punt en grepen in de competitie net naast de titel. Club Brugge werd op de voorlaatste speeldag voor eigen volk kampioen na een 2-2 gelijkspel tegen Anderlecht. Kompany zelf viel wel nog enkele keren in de prijzen. Op 27 januari 2005 mocht Kompany, die door de Belgische pers meermaals vergeleken werd met illustere verdedigers als Franz Beckenbauer en Marcel Desailly, de Gouden Schoen in ontvangst nemen. Hij verzamelde in het referendum een recordvoorsprong van 403 punten op Luigi Pieroni. Kompany kreeg de trofee uit handen van oud-voetballer Rik Coppens, de eerste laureaat van de Gouden Schoen. Hij droeg zijn overwinning op aan heel België, en meer bepaald aan de jongeren uit de Noordwijk. Na het winnen van de prestigieuze trofee stelde zijn club Yvon Verhoeven aan als zijn sociaal begeleider. De man moest de nonchalante en vaak te laat komende verdediger naast het voetbal discipline en stiptheid bijbrengen. Na het seizoen won Kompany opnieuw de trofee voor Jonge Profvoetballer van het Jaar en de Ebbenhouten Schoen. Hij werd in mei 2005 ook voor de eerste keer uitgeroepen tot Profvoetballer van het Jaar.
In het seizoen 2005/06 leden Kompany's prestaties onder de toegenomen druk en persaandacht. Tijdens een interland voor België in september 2005 doken er voor het eerst problemen aan de rug op. Enkele weken later moest hij ook in de competitie naar de kant wegens een rugblessure. Later dat seizoen liep de verdediger ook een blessure op aan de schouder en hamstrings. In de Belgische competitie kwam hij in totaal 12 keer in actie. Op 27 januari 2006 speelde hij tegen Germinal Beerschot zijn laatste duel voor paars-wit. Anderlecht werd ondanks zijn lange afwezigheid in de terugronde opnieuw kampioen. In de Champions League kwam Kompany enkel in de twee laatste groepswedstrijden aan spelen toe. Hij maakte daarin het enige doelpunt tegen Real Betis, waardoor Anderlecht de Europese campagne alsnog met drie punten kon afsluiten. Na afloop van het seizoen werd Kompany aan tal van buitenlandse clubs gelinkt. Onder meer Olympique Lyon en Hamburger SV toonden interesse.

### HSV

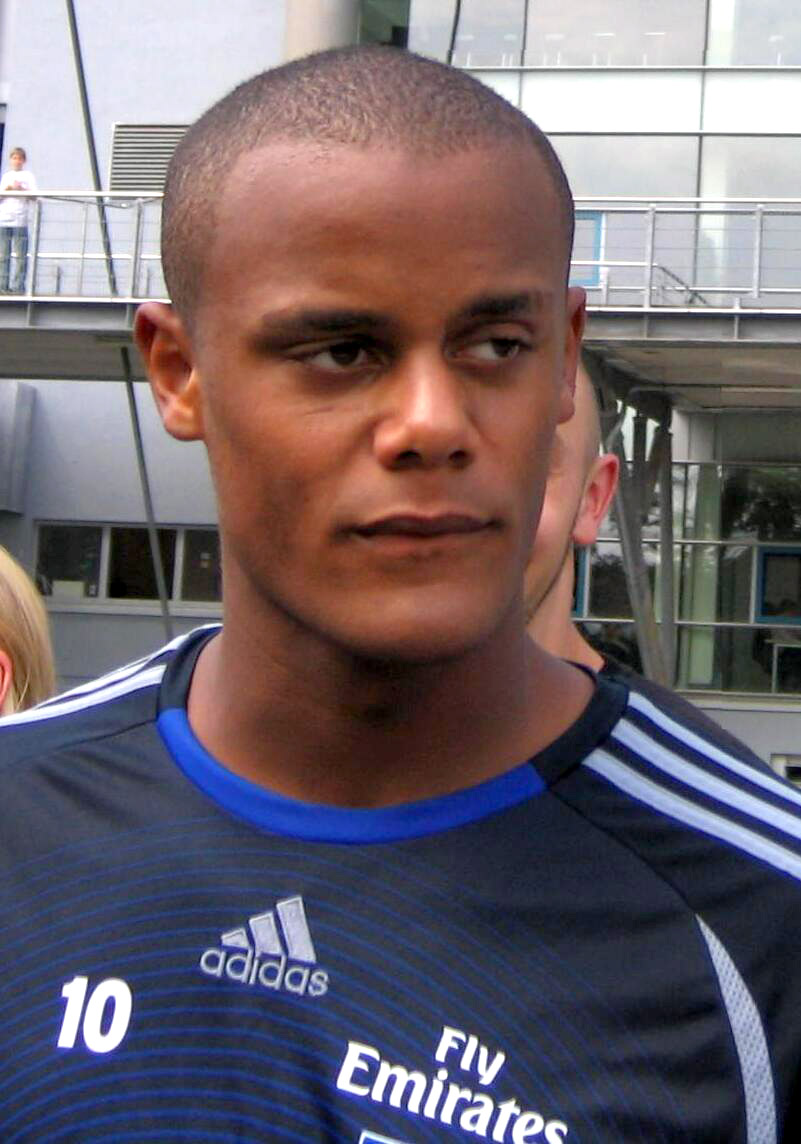
Kompany als speler van HSV (2006).

Een overstap naar Lyon kwam er niet door de te hoge transfersom die Anderlecht voor Kompany vroeg. Daarop tekende de verdediger in juni 2006 bij het Duitse Hamburger SV, waar hij de opvolger werd van zijn landgenoot Daniel Van Buyten. De club legde zo'n 10,5 miljoen euro neer voor de 20-jarige verdediger. In het team van coach Thomas Doll werd Kompany, die het rugnummer 10 kreeg, een ploegmaat van topspelers als Nigel de Jong, Rafael van der Vaart, David Jarolím, Juan Pablo Sorín, Piotr Trochowski en Paolo Guerrero.
Kompany kroonde zich in zijn eerste officiële match voor HSV meteen tot matchwinnaar. Hij bezorgde zijn club een plaats in de halve finale van de Duitse Ligabeker, nadat hij in de rebound het beslissende en enige doelpunt maakte. Desondanks kende hij geen goede start in Duitsland. De verdediger, die bij HSV ook vaak als middenvelder werd uitgespeeld, raakte al snel geblesseerd en miste net als een seizoen eerder het leeuwendeel van de competitie. Het leverde hem in Duitsland de bijnaam "Glazen Man" op. Tijdens de winterstop moest hij samen met ploegmaat Guy Demel doortrainen omdat HSV inmiddels naar de degradatiezone was afgezakt. In januari 2007 toonde het Italiaanse Fiorentina even interesse in de verdediger. Een maand later werd Thomas Doll ontslagen en Huub Stevens aangetrokken als nieuwe coach. Onder zijn leiding steeg HSV naar de zevende plaats in de Bundesliga.
Kompany kende in 2007 een moeilijke periode. In september 2007 zorgde trainer Stevens voor een conflict met de Belgische voetbalbond doordat hij de verdediger niet wilde afstaan aan de nationale ploeg voor de Olympische Spelen in Peking. Begin november 2007 overleed zijn moeder Joseline aan kanker. Ook zijn zus Christel kreeg later met dezelfde ziekte te maken. De verdediger sukkelde bovendien nog steeds van de ene blessure in de andere. In december 2007 kwam het tot een hevige ruzie met Stevens. De Nederlandse trainer stuurde de verdediger nadien naar de B-kern.

Blessures en privézorgen stapelden zich op. Toch moet ik zeggen dat hij altijd wilde presteren, respect daarvoor. Helaas, trok Kompany niet enkel zichzelf maar het hele team mee naar beneden. Hij wilde perfect zijn, maar dat lukte niet. — Huub Stevens

Hoewel Kompany er na de winterstop met de eveneens van Anderlecht overgekomen Vadis Odjidja een landgenoot bijkreeg, beterde zijn situatie in Hamburg niet. Op 22 maart 2008 mocht hij tegen VfL Wolfsburg na 81 minuten invallen. Binnen de zeven minuten pakte de verdediger twee gele kaarten en werd hij uitgesloten. In die wedstrijd vielen er in totaal vier rode kaarten. In april 2008 moest Kompany verplicht op vakantie van de club. Een maand later werd hij gelinkt aan een transfer naar Arsenal FC.
Eerste weigerde HSV de verdediger naar de Olympische Spelen te laten gaan, in juli 2008 gaf de Duitse club hem dan toch toestemming om deel te nemen aan het toernooi. Maar coach Martin Jol, die even voordien zijn landgenoot Huub Stevens had opgevolgd, riep de verdediger nog tijdens de groepsfase terug naar Duitsland. Kompany ging niet in op de lokroep van Jol en koos ervoor om in Peking te blijven. Toen bondsvoorzitter François De Keersmaecker de kant van HSV koos, keerde Kompany uiteindelijk toch terug naar Hamburg.

### Manchester City
De verzuurde relatie tussen Kompany en het bestuur van HSV zorgde ervoor dat hij in augustus 2008, ondanks een lopend contract tot 2012, mocht uitkijken naar een nieuwe werkgever. Op 22 augustus 2008 tekende hij een contract voor vier seizoenen bij Manchester City. HSV ontving zo'n 7 à 8 miljoen euro voor de centrale verdediger. Kompany kreeg in het team van trainer Mark Hughes het rugnummer 33. Kompany was een van de vele toptransfers in de zomer van 2008. Ook Robinho, Shaun Wright-Phillips, Pablo Zabaleta, Jô en Tal Ben Haim verhuisden naar Manchester. Na de winterstop maakte ook zijn oud-ploegmaat Nigel de Jong de overstap naar The Citizens.
Op 24 augustus 2008 maakte Kompany tegen West Ham United zijn debuut voor City. Iets meer dan een maand later, op 28 september, scoorde hij tegen Wigan Athletic zijn eerste doelpunt. Kompany kwam in zijn eerste seizoen voor The Citizens regelmatig in actie, zij het wel als verdedigende middenvelder. De club eindigde op de tiende plaats in de Premier League, waarna er met Patrick Vieira, Carlos Tévez, Roque Santa Cruz, Kolo Touré en Emmanuel Adebayor nog tal van versterkingen werden aangetrokken. Ondanks de vele grote namen bleef Kompany een vaste waarde bij Manchester City, dat op 19 oktober 2009 zijn contract met twee jaar verlengde. Een maand later werd trainer Hughes aan de deur gezet en de Italiaan Roberto Mancini in dienst genomen. Kompany, die in februari 2010 door de supporters van City verkozen werd als speler van de maand, eindigde dat seizoen met The Citizens op de vijfde plaats.

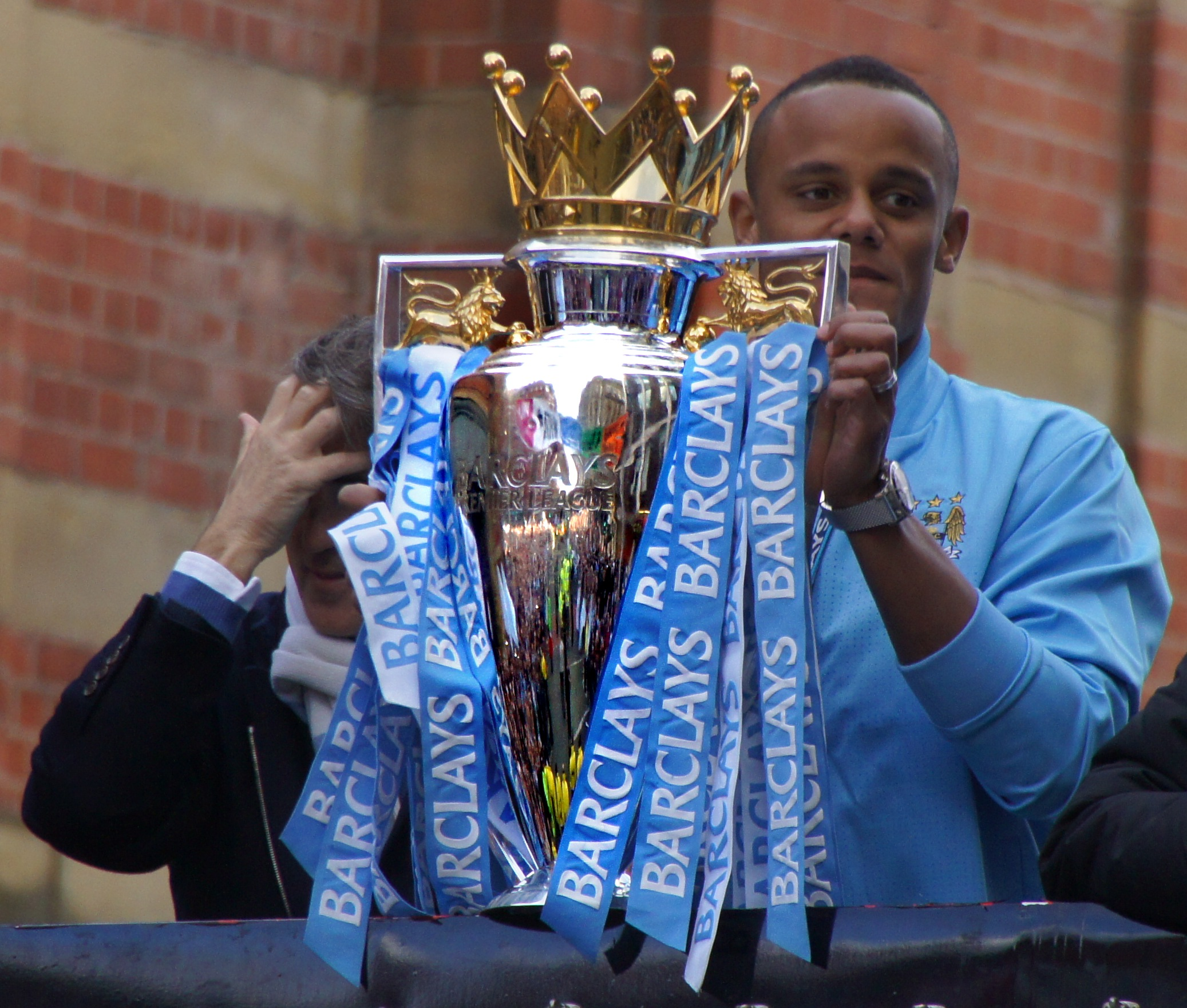
Kompany met de Premier League-trofee (2012).

Voor aanvang van het seizoen 2010/11 kreeg Kompany het rugnummer 4. Vanaf dan vormde hij samen met Joleon Lescott of Jérôme Boateng het centrale duo in de defensie. In afwezigheid van de Argentijnse spits Carlos Tévez kreeg hij ook de aanvoerdersband. Kompany speelde een uitstekend seizoen in de Premier League en veroverde op 14 mei 2011 de FA Cup. In de bekerfinale werd Stoke City met het kleinste verschil verslagen. Na afloop van het seizoen werd Kompany opgenomen in het PFA Team of the Year en werd hij door City zelf uitgeroepen tot speler van het jaar.
In september 2011 nam Kompany de aanvoerdersband definitief over van Tévez. Op 23 oktober 2011 boekte City een historische zege op het veld van stadsrivaal Manchester United. The Citizens wonnen de derby met 1-6. Alex Ferguson noemde het achteraf de slechtste dag uit zijn loopbaan. Doch was het Manchester United dat lange tijd op weg leek naar de landstitel. Pas in het slot van de competitie sloeg City terug. Op de op twee na laatste speeldag sprong City in het klassement over United door met 1-0 te winnen van de stadsrivaal. Kompany maakte in de belangrijke derby het enige doelpunt. Twee weken later veroverden The Citizens hun eerste landstitel sinds 1968. City won de titel op doelpuntenverschil door op de laatste speeldag met 3-2 te winnen van Queens Park Rangers. Sergio Agüero maakte in dat duel in de 94e minuut de beslissende treffer. Kompany mocht nadien als aanvoerder de Premier League-trofee in ontvangst nemen. Na het seizoen werd de verdediger opnieuw in het PFA Team of the Year opgenomen en volgde hij Nemanja Vidić op als Premier League Player of the Season.
In het seizoen 2012/13 kende Kompany opnieuw last van enkele blessures. Voor de winterstop miste hij enkele wedstrijden door een liesblessure, na de winterstop was hij twee maanden out met een kuitblessure. Manchester City sloot het seizoen af als vicekampioen en nam nog voor het einde van de competitie afscheid van coach Mancini, die na het seizoen werd opgevolgd door Manuel Pellegrini. In 2013 werd Kompany zelf meermaals gelinkt aan een overstap naar FC Barcelona.
Ook het seizoen 2013/14 begon met blessureleed voor Kompany. Eind augustus 2013 raakte hij opnieuw geblesseerd aan de lies. Kompany leek aanvankelijk snel te revalideren, maar herviel een maand later in dezelfde blessure. Op de laatste speeldag van het seizoen scoorde Kompany het tweede en laatste doelpunt tegen West Ham. Dankzij de 2-0 zege wist City voor de tweede maal de titel veilig te stellen, met twee punten meer dan Liverpool. In augustus 2014 verlengde Kompany zijn contract tot medio 2019.
In de Community Shield van 2014 trof Manchester City FA Cup-winnaar Arsenal. De ploeg uit Londen won eenvoudig met 3-0 van City, dat o.a. zonder Kompany, Zabaleta en Agüero aantrad. In de competitie werd Manchester City tweede, met acht punten minder dan het Chelsea van José Mourinho. Zo sloot City het seizoen af zonder prijzen.
In het seizoen 2015/16 versterkte City zich met Kevin De Bruyne. De landgenoot van Kompany kwam over van Wolfsburg voor een bedrag van 74 miljoen euro, een clubrecord. Beetje bij beetje zou De Bruyne uitgroeien tot een van de meest bepalende spelers van de club. The Citizens wonnen op 28 februari 2016 de Capital One Cup door Liverpool in de finale te verslaan op strafschoppen. Willy Caballero stopte liefst drie strafschoppen, maar toch verkoos de BBC Kompany tot man van de match. Kompany oogstte nadien lof door de Liverpool-spelers te troosten. Toch was het zeker geen perfect seizoen voor Kompany. Door terugkerende blessureproblemen, vooral aan zijn kuiten, miste hij in totaal meer dan dertig wedstrijden. City bereikte voor de eerste keer ooit de halve finale van de Champions League, waarin het Real Madrid trof. In de terugwedstrijd moest Kompany al na zeven minuten de strijd staken. Zonder Kompany zou City uitgeschakeld worden na een eigen doelpunt van Fernando, het enige doelpunt dat in de twee wedstrijden werd gescoord. Door de ernst van de blessure zou Kompany de rest van het seizoen missen, en dus ook het EK in Frankrijk, dat in de zomer zou plaatsvinden.
In 2016 werd duidelijk dat Kompany en zijn ploegmaats een nieuwe trainer zouden krijgen: de Catalaanse succescoach Pep Guardiola zou met de ingang van het seizoen 2016/17 in de dugout van the Citizens zitten. Veel zou Kompany echter niet spelen in zijn eerste seizoen onder Guardiola: hij sukkelde van de ene blessure in de andere. Zo moest hij de meeste competitiewedstrijden aan zich voorbij laten gaan. Pas aan het einde van het seizoen kwam hij regelmatig aan spelen toe. Hij slaagde er wel in zijn seizoen kleur te geven met enkele goals: zo zette hij City op 15 april met een kopbaldoelpunt op weg naar een 0-3-zege tegen Southampton. Ook tegen Crystal Palace en op de slotspeeldag tegen Watford wist hij te scoren.
Het volgende seizoen miste Kompany opnieuw een groot aantal wedstrijden omwille van blessures, o.a. aan zijn kuit. Wel slaagde Manchester City er voor de eerste keer sinds het seizoen 2013/14 in de Premier League te winnen, ten koste van stadsgenoot United, dat tweede eindigde. In de derby op 7 april slaagde Kompany erin de score te openen voor the Citizens, maar United vocht terug en won uiteindelijk met 2-3. Manchester City moest tot de volgende speeldag wachten om op het veld van Tottenham de titel veilig te stellen. Ook slaagde City erin de League Cup te winnen. In de finale won het met 0-3 van Arsenal. Mede dankzij een doelpunt en een solide verdedigende prestatie werd Kompany tot man van de match verkozen.

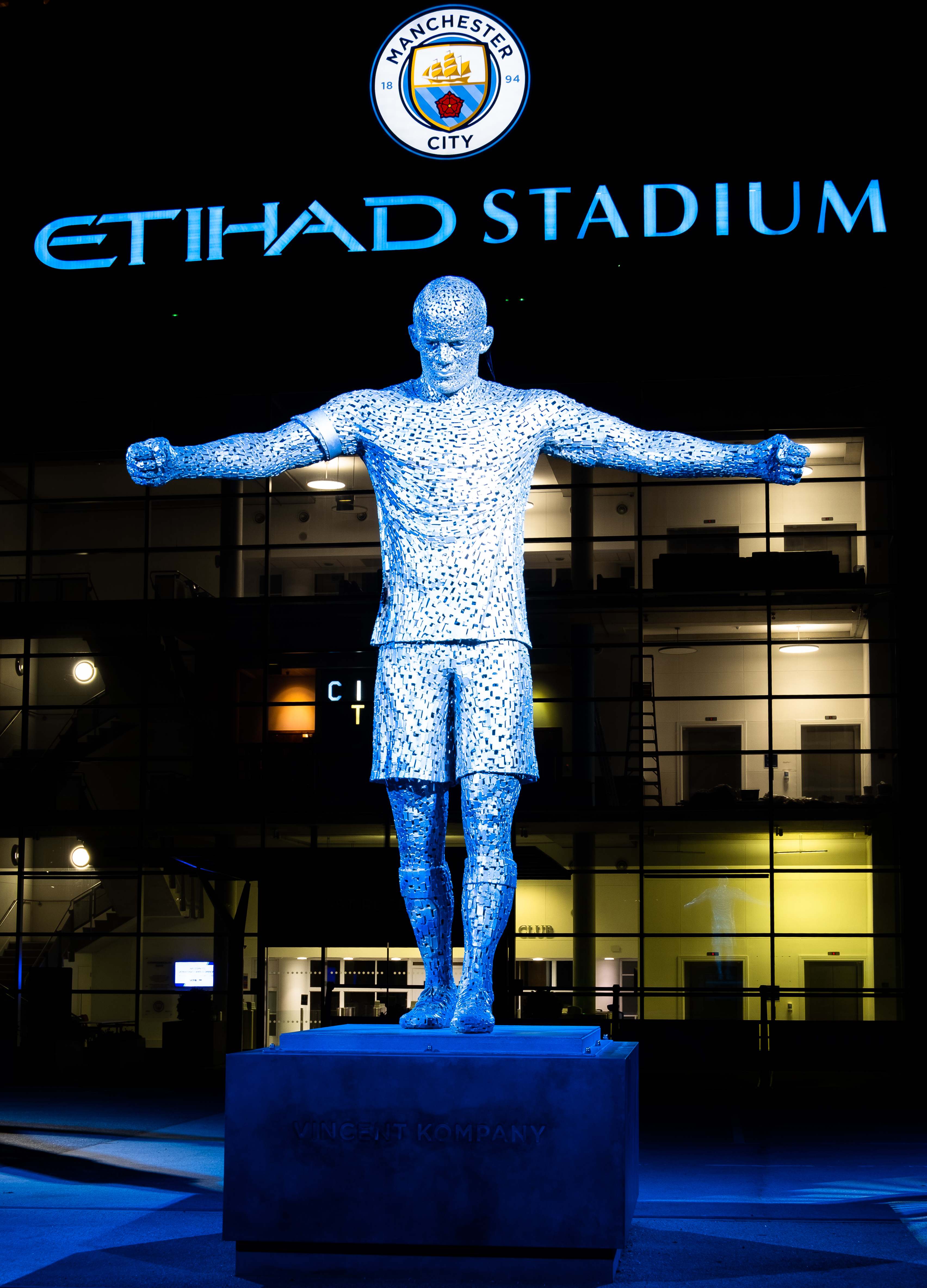
Het standbeeld van Kompany aan het Etihad Stadium

Kompany begon fit aan het seizoen 2018/19, maar viel halverwege het seizoen uit met een spierblessure. Ondertussen was Manchester City in een spannende titelstrijd verwikkeld met Liverpool, dat lange tijd op de eerste plaats stond in de Premier League. Tegen het einde van het seizoen speelde Kompany weer regelmatig mee en nam City de koppositie over van The Reds, hoewel het verschil erg klein bleef. Op de voorlaatste speeldag bleef City lange tijd op een 0-0-gelijkspel tegen Leicester City steken, wat een goede zaak zou zijn voor Liverpool. Twintig minuten voor affluiten slaagden the Citizens er alsnog in te scoren: Kompany maakte het enige doelpunt van de wedstrijd door de bal van buiten het strafschopgebied spectaculair in de bovenhoek te trappen. Achteraf verklaarde hij hierover dat zijn ploegmaats hem net afraadden te schieten:

Er zat ook wel wat frustratie in, want ik hoorde hoe iedereen 'niet schieten' riep. Ik dacht: wacht even, ik ben niet op het punt in mijn carrière geraakt waarop jonge spelers moeten zeggen wanneer ik wel of niet mag schieten. En ik ben er gewoon voor gegaan.

Dankzij het doelpunt van Kompany trok Manchester City de zege over de streep, en wist het ook de leidersplaats in de Premier League vast te houden: met 98 punten telde het één punt meer dan Liverpool. Kompany mocht zo zijn vierde Engelse landstitel vieren. Het zou ook zijn laatste zijn: op 19 mei liet Kompany in een open brief via sociale media weten na elf jaar te stoppen bij Manchester City.
In augustus 2021 werd een standbeeld van Kompany onthuld buiten het Etihad Stadium. Het beeld drukt de viering van Kompany uit na zijn wereldgoal tegen Leicester in 2019. Hij werd zo het derde City-icoon dat een standbeeld kreeg, samen met ploegmaats David Silva en Sergio Agüero. Kompany zelf kon niet bij de onthulling aanwezig zijn, maar uitte nadien zijn dankbaarheid via Twitter.

### Speler-coach bij Anderlecht
Anderhalf uur na het nieuws dat Kompany City zou verlaten, kondigde hij aan dat hij speler-coach zou worden van RSC Anderlecht, zijn eerste club. Kompany werd daarmee de derde speler-coach in de clubgeschiedenis, na Sylva Brébart en Ferdinand Adams. Na een slechte seizoenstart, na slechts twee punten uit vier wedstrijden, werd besloten dat hij zich meer zou moeten richten op het voetballen. Zodoende nam Simon Davies vanaf dat moment alle honneurs waar als hoofdtrainer. Na negen speeldagen werd ook Simon Davies opzijgeschoven en werd Frank Vercauteren aangesteld als nieuwe coach van Anderlecht.
Op 23 februari 2020 scoorde Kompany in een ruime overwinning tegen Eupen. Het was zijn eerste doelpunt sinds zijn comeback bij Paars-wit. Zijn laatste doelpunt voor de club dateerde van bijna vijftien jaar eerder.
In de zomer van 2020 geraakte Kompany opnieuw langdurig geblesseerd tijdens een oefenwedstrijd. Het zou de blessure te veel blijken: op 17 augustus kondigde hij aan dat hij zou stoppen met voetballen, en per direct T1 van Anderlecht zou worden.

## Internationale carrière
Op 18 februari 2004 maakte de zeventienjarige Kompany onder bonscoach Aimé Anthuenis zijn officieel debuut voor de Rode Duivels. Hij mocht toen in de basis starten in een vriendschappelijke wedstrijd tegen Frankrijk. Kompany vormde in dat duel samen met Timmy Simons het centrale duo in de defensie. Ook tijdens de kwalificatiecampagne voor het WK 2006 kwam de jonge verdediger regelmatig in actie en speelde hij meestal aan de zijde van Simons of Daniel Van Buyten. In het kwalificatieduel tegen Spanje op 9 oktober 2004 ging Kompany twee keer in de fout, waardoor de Spanjaarden met 2-0 wonnen. België zou zich uiteindelijk niet plaatsen voor het WK in Duitsland.

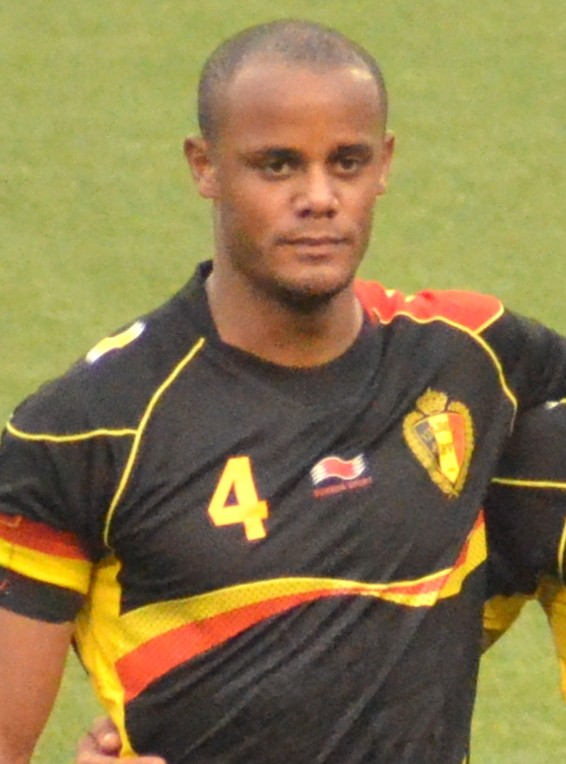
Kompany bij de Rode Duivels

Na de teleurstellende kwalificatiecampagne werd René Vandereycken benoemd als nieuwe bondscoach. Onder de Limburger maakten Kompany's generatiegenoten Thomas Vermaelen, Steven Defour, Nicolas Lombaerts, Mousa Dembélé, Maarten Martens, Kevin Mirallas en Marouane Fellaini hun debuut bij de nationale ploeg. De jonge, maar getalenteerde groep wist zich niet te plaatsen voor het EK 2008. De meeste onder hen zouden nadien wel deelnemen aan de Olympische Spelen in Peking. Kompany zelf kreeg in eerste instantie geen toestemming van zijn werkgever Hamburger SV om aan het toernooi deel te nemen. Maar omdat clubs door de FIFA verplicht werden om spelers jonger dan 23 jaar af te staan, mocht Kompany toch naar Peking. Daar werd hij net als Fellaini al in de eerste groepswedstrijd uitgesloten. Nog voor het toernooi was afgelopen, werd Kompany door HSV verplicht om terug te keren naar Duitsland.
België bereikte de vierde plaats op de Olympische Spelen, maar de jonge Belgen konden dat succes niet evenaren bij de Rode Duivels. Toen ook de kwalificatiecampagne voor het WK 2010 dreigde te mislukken, werd Vandereycken ontslagen en trok de club Dick Advocaat aan als zijn vervanger. In afwachting van Advocaat werd de nationale ploeg geleid door interim-bondscoach Franky Vercauteren, die er al na vijf interlands de brui aan gaf. De sfeer bij de Rode Duivels bereikte een dieptepunt en steeds vaker kwamen er conflicten uit de kleedkamer naar buiten. Kompany werd in november 2009 door Advocaat tijdelijk uit de selectie gezet wegens herhaaldelijk te laat komen.

In 2010 volgde Georges Leekens de naar Rusland vertrokken Advocaat op als bondscoach. In afwezigheid van Vermaelen gaf Leekens de aanvoerdersband door aan Kompany. Toen Vermaelen uit blessure terugkeerde, bleef Kompany de vaste aanvoerder van de Rode Duivels. Op 19 mei 2010 scoorde Kompany zijn eerste doelpunt voor de Rode Duivels. Hij scoorde in de blessuretijd het winnende doelpunt in een 2-1-overwinning tegen Bulgarije. Hoewel de populariteit van de nationale ploeg onder Leekens steeg, slaagden de Duivels er niet in om zich te plaatsen voor het EK 2012.

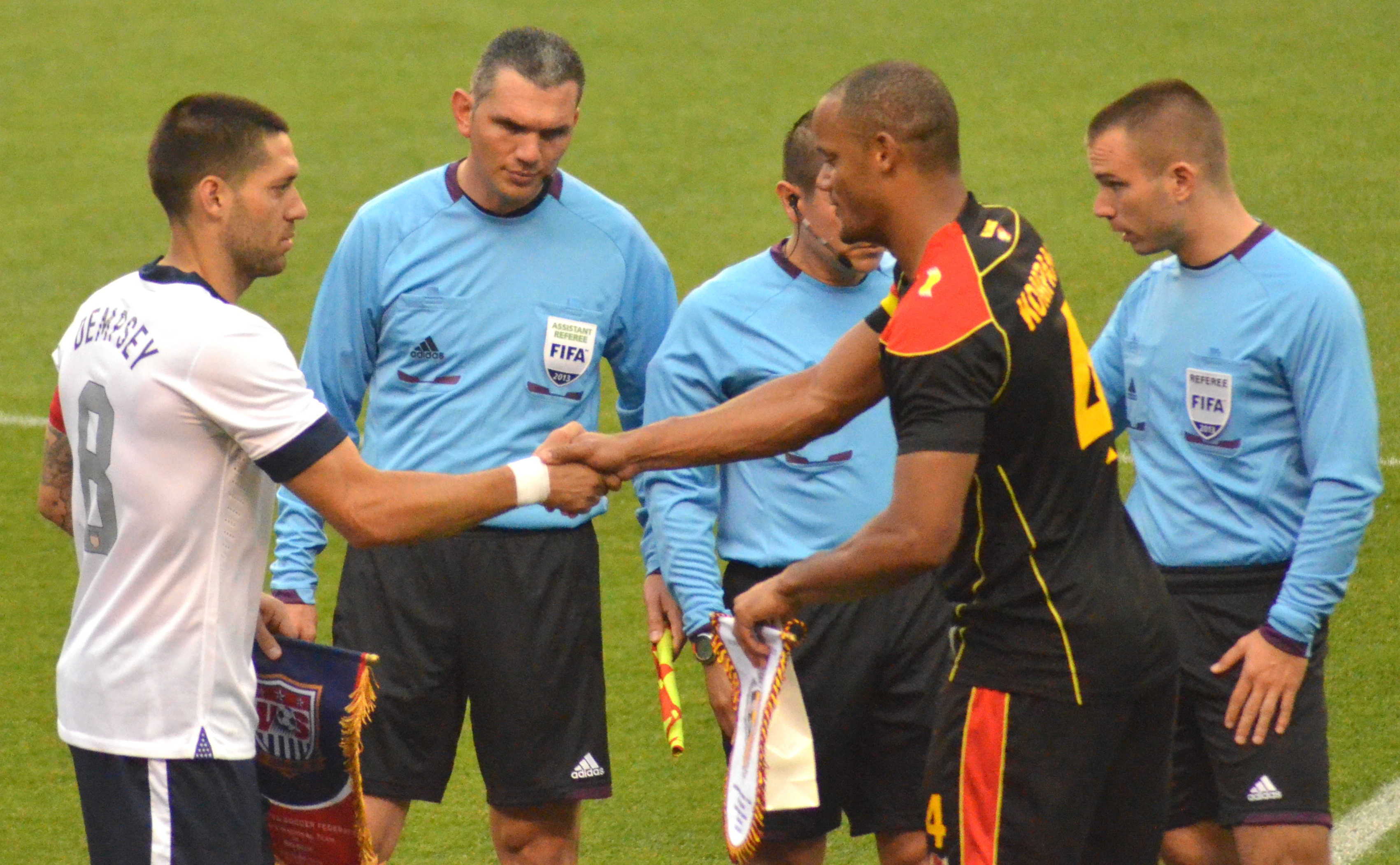
Kompany als aanvoerder in een interland tegen de Verenigde Staten.

### WK 2014
Pas onder Leekens' opvolger Marc Wilmots werden de resultaten beter, en bereikte de talentvolle ploeg een eerste groot toernooi sinds het WK 2002: in oktober 2013 plaatste België zich voor het WK 2014 in Brazilië. Kompany maakte in de kwalificatiecampagne twee doelpunten, tegen Wales en tegen Schotland. In de kwalificatiematch thuis tegen Servië kwam hij bij een duel in botsing met doelman Stojkovic. Hierbij brak hij zijn neus, oogkas en liep hij een hersenschudding op. Desondanks speelde hij de wedstrijd nog uit.
Op het WK zelf speelde Kompany als aanvoerder vier van de vijf wedstrijden mee. In de eerste groepswedstrijden, tegen Algerije en Rusland, stond hij in de basis. Die wedstrijden werden gewonnen, waardoor de Rode Duivels zich plaatsten voor de achtste finale tegen de VS. België werd uiteindelijk in de kwartfinales uitgeschakeld door Argentinië. Een foutje van Kompany leidde tot balverlies, waardoor Gonzalo Higuaín het enigde doelpunt van de wedstrijd kon scoren.
Op 10 oktober 2015 plaatste de Belgische nationale ploeg zich voor het EK 2016 in Frankrijk. Kompany speelde mee in 7 van de 10 kwalificatiewedstrijden, maar moest afhaken voor het toernooi omwille van een spierblessure. Na het EK nam Eden Hazard de aanvoerdersband definitief over van Kompany.

### WK 2018

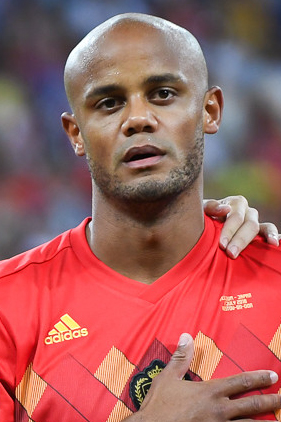
Kompany met België op het WK 2018

In 2018 trok Kompany weer mee met de Rode Duivels richting het WK in Rusland. De eerste twee wedstrijden was hij nog niet fit genoeg vanwege een lichte blessure.  In de derde groepswedstrijd tegen Engeland kon hij als invaller zijn eerste minuten maken. De kwalificatie voor de achtste finale was op dat punt echter al verzekerd. Mede dankzij Kompany's sterke prestaties won België van Japan en Brazilië in de knock-outfase. In de kwartfinale tegen Brazilië lag hij zelfs aan de basis van het openingsdoelpunt: nadat hij bij een hoekschop de bal raakte, werd die door zijn City-ploeggenoot Fernandinho in het Braziliaanse doel gedevieerd. De Belgen plaatsten zich zo voor de halve finale tegen Frankrijk. Die werd met 1-0 verloren. In de troostfinale speelden de Rode Duivels opnieuw tegen Engeland. De Belgen wonnen die wedstrijd met 2-0, waardoor een historische bronzen medaille gehaald werd.
Op 11 juni 2019 kwam Kompany een laatste keer uit voor het Belgisch voetbalelftal. Hij speelde bijna een hele wedstrijd toen de Belgen met 3-0 wonnen van Schotland. Voor de aftrap van de Nations League-wedstrijd tegen Wales op 22 september 2022 werd Kompany in de bloemetjes gezet, samen met Vermaelen en Dembélé, die eveneens gestopt waren als international. In totaal kwam hij 89 keer uit voor de Rode Duivels.

## Clubstatistieken
Bijgewerkt tot en met 5 augustus 2019
| Seizoen     | Club            | Competitie         | Competitie | Competitie | Beker ¹ | Beker ¹ | Supercup ² | Supercup ² | Competitie Cup ³ | Competitie Cup ³ | Europees | Europees | Totaal | Totaal |
| Seizoen     | Club            | Competitie         | Wed.       | Dlp.       | Wed.    | Dlp.    | Wed.       | Dlp.       | Wed.             | Dlp.             | Wed.     | Dlp.     | Wed.   | Dlp.   |
| ----------- | --------------- | ------------------ | ---------- | ---------- | ------- | ------- | ---------- | ---------- | ---------------- | ---------------- | -------- | -------- | ------ | ------ |
| 2003/04     | RSC Anderlecht  | Jupiler League     | 29         | 2          | 5       | 0       | 0          | 0          | —                | —                | 9        | 0        | 43     | 2      |
| 2004/05     | RSC Anderlecht  | Jupiler League     | 32         | 2          | 1       | 0       | 1          | 0          | —                | —                | 7        | 0        | 41     | 2      |
| 2005/06     | RSC Anderlecht  | Jupiler League     | 12         | 1          | 1       | 0       | —          | —          | —                | —                | 6        | 1        | 19     | 2      |
| Club Totaal | Club Totaal     | Club Totaal        | 73         | 5          | 7       | 0       | 1          | 0          | 0                | 0                | 22       | 1        | 103    | 6      |
| 2006/07     | Hamburger SV    | Bundesliga         | 6          | 0          | 0       | 0       | —          | —          | 2                | 1                | 5        | 0        | 13     | 1      |
| 2007/08     | Hamburger SV    | Bundesliga         | 22         | 1          | 4       | 0       | —          | —          | —                | —                | 11       | 2        | 38     | 3      |
| 2008/09     | Hamburger SV    | Bundesliga         | 1          | 0          | 0       | 0       | —          | —          | —                | —                | 0        | 0        | 1      | 0      |
| Club Totaal | Club Totaal     | Club Totaal        | 29         | 1          | 4       | 0       | 0          | 0          | 2                | 1                | 16       | 2        | 52     | 4      |
| 2008/09     | Manchester City | Premier League     | 34         | 1          | 1       | 0       | —          | —          | 1                | 0                | 9        | 0        | 45     | 1      |
| 2009/10     | Manchester City | Premier League     | 25         | 2          | 3       | 0       | —          | —          | 4                | 0                | —        | —        | 32     | 2      |
| 2010/11     | Manchester City | Premier League     | 37         | 0          | 5       | 0       | —          | —          | 0                | 0                | 8        | 0        | 50     | 0      |
| 2011/12     | Manchester City | Premier League     | 31         | 3          | 1       | 0       | 1          | 0          | 0                | 0                | 9        | 0        | 42     | 3      |
| 2012/13     | Manchester City | Premier League     | 26         | 1          | 4       | 0       | 1          | 0          | 0                | 0                | 6        | 0        | 37     | 1      |
| 2013/14     | Manchester City | Premier League     | 28         | 4          | 2       | 0       | —          | —          | 3                | 0                | 4        | 1        | 37     | 5      |
| 2014/15     | Manchester City | Premier League     | 25         | 0          | 1       | 0       | 0          | 0          | 0                | 0                | 7        | 0        | 33     | 0      |
| 2015/16     | Manchester City | Premier League     | 14         | 2          | 0       | 0       | —          | —          | 1                | 0                | 7        | 0        | 22     | 2      |
| 2016/17     | Manchester City | Premier League     | 11         | 3          | 2       | 0       | —          | —          | 2                | 0                | 0        | 0        | 15     | 3      |
| 2017/18     | Manchester City | Premier League     | 17         | 1          | 1       | 0       | —          | —          | 1                | 1                | 2        | 0        | 21     | 2      |
| 2018/19     | Manchester City | Premier League     | 17         | 1          | 1       | 0       | 1          | 0          | 3                | 0                | 4        | 0        | 26     | 1      |
| Club Totaal | Club Totaal     | Club Totaal        | 265        | 18         | 21      | 0       | 3          | 0          | 15               | 1                | 56       | 1        | 360    | 20     |
| 2019/20     | RSC Anderlecht  | Jupiler Pro League | 15         | 1          | 3       | 0       | —          | —          | —                | —                | —        | —        | 18     | 1      |
| Club Totaal | Club Totaal     | Club Totaal        | 88         | 6          | 10      | 0       | 1          | 0          | 0                | 0                | 22       | 1        | 121    | 7      |
| TOTAAL      | TOTAAL          | TOTAAL             | 382        | 25         | 35      | 0       | 4          | 0          | 17               | 2                | 94       | 4        | 533    | 31     |

- ¹ België: Beker van België, Duitsland: DFB-Pokal, Engeland: FA Cup
- ² België: Belgische Supercup, Engeland: FA Community Shield
- ³ Duitsland: Ligapokal, Engeland: League Cup

## Interlands
| Interlands van Vincent Kompany    | Interlands van Vincent Kompany | Interlands van Vincent Kompany | Interlands van Vincent Kompany | Interlands van Vincent Kompany | Interlands van Vincent Kompany |
| Nr.                               | Datum                          | Wedstrijd                      | Uitslag                        | Soort Wedstrijd                | Goals                          |
| Als speler van RSC Anderlecht     | Als speler van RSC Anderlecht  | Als speler van RSC Anderlecht  | Als speler van RSC Anderlecht  | Als speler van RSC Anderlecht  | Als speler van RSC Anderlecht  |
| --------------------------------- | ------------------------------ | ------------------------------ | ------------------------------ | ------------------------------ | ------------------------------ |
| 1.                                | 18 februari 2004               | België - Frankrijk             | 0-2                            | Vriendschappelijk              | -                              |
| 2.                                | 31 maart 2004                  | Duitsland - België             | 3-0                            | Vriendschappelijk              | -                              |
| 3.                                | 28 april 2004                  | België - Turkije               | 2-3                            | Vriendschappelijk              | -                              |
| 4.                                | 29 mei 2004                    | Nederland - België             | 0-1                            | Vriendschappelijk              | -                              |
| 5.                                | 18 augustus 2004               | Noorwegen - België             | 2-2                            | Vriendschappelijk              | -                              |
| 6.                                | 04 september 2004              | België - Litouwen              | 1-1                            | WK Kwalificatie 2006           | -                              |
| 7.                                | 09 oktober 2004                | Spanje - België                | 2-0                            | WK Kwalificatie 2006           | -                              |
| 8.                                | 17 november 2004               | België - Servië en Montenegro  | 0-2                            | WK Kwalificatie 2006           | -                              |
| 9.                                | 09 februari 2005               | Egypte - België                | 4-0                            | Vriendschappelijk              | -                              |
| 10.                               | 26 maart 2005                  | België - Bosnië en Herzegovina | 4-1                            | WK Kwalificatie 2006           | -                              |
| 11.                               | 30 maart 2005                  | San Marino - België            | 1-2                            | WK Kwalificatie 2006           | -                              |
| 12.                               | 17 augustus 2005               | België - Griekenland           | 2-0                            | Vriendschappelijk              | -                              |
| 13.                               | 03 september 2005              | Bosnië en Herzegovina - België | 1-0                            | WK-kwalificatie 2006           | -                              |
| 14.                               | 07 september 2005              | België - San Marino            | 8-0                            | WK Kwalificatie 2006           | -                              |
| Als speler van Hamburger SV       |                                |                                |                                |                                |                                |
| 15.                               | 16 augustus 2006               | België - Kazachstan            | 0-0                            | EK Kwalificatie 2008           | -                              |
| 16.                               | 07 oktober 2006                | Servië - België                | 1-0                            | EK Kwalificatie 2008           | -                              |
| 17.                               | 22 augustus 2007               | België - Servië                | 3-2                            | EK Kwalificatie 2008           | -                              |
| 18.                               | 12 september 2007              | Kazachstan - België            | 2-2                            | EK Kwalificatie 2008           | -                              |
| 19.                               | 13 oktober 2007                | België - Finland               | 0-0                            | EK Kwalificatie 2008           | -                              |
| 20.                               | 17 oktober 2007                | België - Armenië               | 3-0                            | EK Kwalificatie 2008           | -                              |
| 21.                               | 17 november 2007               | Polen - België                 | 2-0                            | EK Kwalificatie 2008           | -                              |
| 22.                               | 26 maart 2008                  | België - Marokko               | 1-4                            | Vriendschappelijk              | -                              |
| 23.                               | 30 mei 2008                    | Italië - België                | 3-1                            | Vriendschappelijk              | -                              |
| Als speler van Manchester City FC |                                |                                |                                |                                |                                |
| 24.                               | 06 september 2008              | België - Estland               | 3-2                            | WK Kwalificatie 2010           | -                              |
| 25.                               | 10 september 2008              | Turkije - België               | 1-1                            | WK Kwalificatie 2010           | -                              |
| 26.                               | 11 oktober 2008                | België - Armenië               | 2-0                            | WK Kwalificatie 2010           | -                              |
| 27.                               | 15 oktober 2008                | België - Spanje                | 1-2                            | WK Kwalificatie 2010           | -                              |
| 28.                               | 01 april 2009                  | Bosnië en Herzegovina - België | 2-1                            | WK Kwalificatie 2010           | -                              |
| 29.                               | 14 november 2009               | België - Hongarije             | 3-0                            | Vriendschappelijk              | -                              |
| 30.                               | 03 maart 2010                  | België - Kroatië               | 0-1                            | Vriendschappelijk              | -                              |
| 31.                               | 19 mei 2010                    | België - Bulgarije             | 2-1                            | Vriendschappelijk              | 90'                            |
| 32.                               | 11 augustus 2010               | Finland - België               | 1-0                            | Vriendschappelijk              | -                              |
| 33.                               | 03 september 2010              | België - Duitsland             | 0-1                            | EK Kwalificatie 2012           | -                              |
| 34.                               | 07 september 2010              | Turkije - België               | 3-2                            | EK Kwalificatie 2012           | -                              |
| 35.                               | 12 oktober 2010                | België - Oostenrijk            | 4-4                            | EK Kwalificatie 2012           | -                              |
| 36.                               | 17 november 2010               | Rusland - België               | 0-2                            | Vriendschappelijk              | -                              |
| 37.                               | 09 februari 2011               | België - Finland               | 1-1                            | Vriendschappelijk              | -                              |
| 38.                               | 25 maart 2011                  | Oostenrijk - België            | 0-2                            | EK Kwalificatie 2012           | -                              |
| 39.                               | 03 juni 2011                   | België - Turkije               | 1-1                            | EK Kwalificatie 2012           | -                              |
| 40.                               | 10 augustus 2011               | Slovenië - België              | 0-0                            | Vriendschappelijk              | -                              |
| 41.                               | 02 september 2011              | Azerbeidzjan - België          | 1-1                            | EK Kwalificatie 2012           | -                              |
| 42.                               | 06 september 2011              | België - Verenigde Staten      | 1-0                            | Vriendschappelijk              | -                              |
| 43.                               | 07 oktober 2011                | België - Kazachstan            | 4-1                            | EK Kwalificatie 2012           | 49'                            |
| 44.                               | 11 oktober 2011                | Duitsland - België             | 3-1                            | EK Kwalificatie 2012           | -                              |
| 45.                               | 11 november 2011               | België - Roemenië              | 2-1                            | Vriendschappelijk              | -                              |
| 46.                               | 15 november 2011               | Frankrijk - België             | 0-0                            | Vriendschappelijk              | -                              |
| 47.                               | 29 februari 2012               | Griekenland - België           | 1-1                            | Vriendschappelijk              | -                              |
| 48.                               | 07 september 2012              | Wales - België                 | 0-2                            | WK Kwalificatie 2014           | 42'                            |
| 49.                               | 11 september 2012              | België - Kroatië               | 1-1                            | WK Kwalificatie 2014           | -                              |
| 50.                               | 12 oktober 2012                | Servië - België                | 0-3                            | WK Kwalificatie 2014           | -                              |
| 51.                               | 16 oktober 2012                | België - Schotland             | 2-0                            | WK Kwalificatie 2014           | 71'                            |
| 52.                               | 14 november 2012               | Roemenië - België              | 2-1                            | Vriendschappelijk              | -                              |
| 53.                               | 26 maart 2013                  | België - Macedonië             | 1-0                            | WK Kwalificatie 2014           | -                              |
| 54.                               | 29 mei 2013                    | Verenigde Staten - België      | 2-4                            | Vriendschappelijk              | -                              |
| 55.                               | 07 juni 2013                   | België - Servië                | 2-1                            | WK Kwalificatie 2014           | -                              |
| 56.                               | 14 augustus 2013               | België - Frankrijk             | 0-0                            | Vriendschappelijk              | -                              |
| 57.                               | 05 maart 2014                  | België - Ivoorkust             | 2-2                            | Vriendschappelijk              | -                              |
| 58.                               | 26 mei 2014                    | België - Luxemburg             | 5-1                            | Vriendschappelijk              | -                              |
| 59.                               | 01 juni 2014                   | Zweden - België                | 0-2                            | Vriendschappelijk              | -                              |
| 60.                               | 07 juni 2014                   | België - Tunesië               | 1-0                            | Vriendschappelijk              | -                              |
| 61.                               | 17 juni 2014                   | België - Algerije              | 2-1                            | WK 2014                        | -                              |
| 62.                               | 22 juni 2014                   | België - Rusland               | 1-0                            | WK 2014                        | -                              |
| 63.                               | 01 juli 2014                   | België - Verenigde Staten      | 1-2                            | WK 2014                        | -                              |
| 64.                               | 05 juli 2014                   | Argentinië - België            | 1-0                            | WK 2014                        | -                              |
| 65.                               | 04 september 2014              | België - Australië             | 2-0                            | Vriendschappelijk              | -                              |
| 66.                               | 10 oktober 2014                | België - Andorra               | 6-0                            | EK Kwalificatie 2016           | -                              |
| 67.                               | 13 oktober 2014                | Bosnië en Herzegovina - België | 1-1                            | EK Kwalificatie 2016           | -                              |
| 68.                               | 28 maart 2015                  | België – Cyprus                | 5–0                            | EK Kwalificatie 2016           | -                              |
| 69.                               | 31 maart 2015                  | Israël – België                | 0–1                            | EK Kwalificatie 2016           | -                              |
| 70.                               | 03 september 2015              | België – Bosnië en Herzegovina | 3–1                            | EK Kwalificatie 2016           | -                              |
| 71.                               | 06 september 2015              | Cyprus – België                | 0–1                            | EK Kwalificatie 2016           | -                              |
| 72.                               | 13 oktober 2015                | België – Israël                | 3–1                            | EK Kwalificatie 2016           | -                              |
| 73.                               | 05 juni 2017                   | België – Tsjechië              | 2–1                            | Vriendschappelijk              | -                              |
| 74.                               | 09 juni 2017                   | Estland – België               | 0–2                            | WK Kwalificatie 2018           | -                              |
| 75.                               | 31 augustus 2017               | België – Gibraltar             | 9–0                            | WK Kwalificatie 2018           | -                              |
| 76.                               | 27 maart 2018                  | België – Saoedi-Arabië         | 4–0                            | Vriendschappelijk              | -                              |
| 77.                               | 02 juni 2018                   | België – Portugal              | 0–0                            | Vriendschappelijk              | -                              |
| 78.                               | 28 juni 2018                   | Engeland – België              | 0–1                            | WK 2018                        | -                              |
| 79.                               | 02 juli 2018                   | België – Japan                 | 3–2                            | WK 2018                        | -                              |
| 80.                               | 06 juli 2018                   | Brazilië – België              | 1–2                            | WK 2018                        | -                              |
| 81.                               | 10 juli 2018                   | Frankrijk – België             | 1–0                            | WK 2018                        | -                              |
| 82.                               | 14 juli 2018                   | België – Engeland              | 2–0                            | WK 2018                        | -                              |
| 83.                               | 7 september 2018               | Schotland – België             | 0-4                            | Vriendschappelijk              | -                              |
| 84.                               | 19 september 2018              | IJsland – België               | 0-3                            | UEFA Nations League            | -                              |
| 85.                               | 12 oktober 2018                | België – Zwitserland           | 2-0                            | UEFA Nations League 2018/19    | -                              |
| 86.                               | 15 november 2018               | België – IJsland               | 2-0                            | UEFA Nations League 2018/19    | -                              |
| 87.                               | 18 november 2018               | Zwitserland – België           | 5-2                            | UEFA Nations League 2018/19    | -                              |
| 88.                               | 8 juni 2019                    | België - Kazachstan            | 3 - 0                          | Kwalificatie EK 2020           | -                              |
| 89.                               | 11 juni 2019                   | België - Schotland             | 3 - 0                          | Kwalificatie EK 2020           | -                              |
| Totaal                            | Totaal                         | Totaal                         | Totaal                         | Totaal                         | 4                              |

Bijgewerkt t/m 11 juni 2019

## Trainerscarrière

### RSC Anderlecht
Nadat hij in augustus 2020 stopte met voetballen, nam Kompany de fakkel over van Franky Vercauteren. In zijn eerste seizoen als enkel hoofdcoach eindigde Kompany met Anderlecht op de derde plaats in de reguliere competitie en uiteindelijk op de vierde plaats in de Champions' play-offs. Dit resultaat was goed voor een plaats in de gloednieuwe Europese competitie, de Conference League.
In het Europese seizoen 2021/22 won Anderlecht onder zijn leiding in de voorronde van de Conference League tweemaal van het Albanese KF Laçi. Omdat nadien echter tweemaal verloren werd van het Nederlandse Vitesse werd de groepsfase van de League niet bereikt.
Op de zevende speeldag van seizoen 2021/22 in de Jupiler Pro League won Anderlecht onder zijn hoede van 7-2 tegen KV Mechelen. In datzelfde seizoen won Anderlecht later ook met 0-7 van Beerschot. De bekerfinale tegen AA Gent op 18 april 2022 werd verloren in de strafschoppen met 4-3 nadat de wedstrijd op 0-0 eindigde. De club eindigde vierde in de reguliere competitie en derde in de Champions' Play-offs die recht gaf tot de derde voorronde van de Europa Conference League het seizoen daarop.
Eind mei 2022 zetten Vincent Kompany en de club in onderling overleg een punt achter hun samenwerking.

### Burnley
Op 14 juni 2022 maakte de Engelse tweedeklasser Burnley de komst van Kompany als nieuwe trainer bekend. De club was in het seizoen 2021/22 uit de Premier League gedegradeerd naar de Championship en deed een beroep op de Belg om weer in de hoogste Engelse klasse te geraken. Kompany zorgde bij the Clarets voor een ware stijlbreuk: terwijl de ploeg in het verleden steeds terughoudend speelde, bracht Kompany meer dominant, aanvallend voetbal. Mede als gevolg daarvan kwam Burnley op 25 oktober aan de leiding in de Championship. Vervolgens mocht Kompany de titel van "Trainer van de Maand" in de Championship in de wacht slepen. Dankzij de goede resultaten van Burnley mocht hij die individuele trofee ook in december en januari in ontvangst nemen. Na 39 speeldagen mocht Burnley met zekerheid promoveren naar de Premier League. Op 23 april 2023 werd Kompany verkozen tot Coach van het Jaar van de Championship. Op 25 april werd Burnley kampioen in de Engelse tweede klasse. Ondanks speculaties dat Kompany hoofdtrainer zou worden bij Chelsea of Tottenham, verlengde hij begin mei zijn contract bij Burnley tot eind juni 2028. De promovendus degradeerde medio 2024 na amper een seizoen in de Premier League.

### Bayern München
Eind mei 2024 werd Kompany als hoofdtrainer aangetrokken door Bayern München. De Duitse recordkampioen betaalde naar verluidt een afkoopsom van zo'n 12 miljoen euro aan Burnley waar hij nog onder contract stond. De Belg kreeg een contract tot medio 2027.

## Familie
De overgrootvader van Kompany werkte in Congo in een kopermijn. Hij was een stamhoofd die van zijn onderdanen de naam "Kompany" kreeg.
Zijn broer François Kompany is eveneens een voetballer, zijn zus Christel beoefende in haar jeugd atletiek. In 2011 kocht Vincent Kompany voetbalclub FC Bleid-Gaume op. Hij doopte de club om tot BX Brussels en stelde zijn zus aan als voorzitster. Vader Pierre Kompany was burgemeester van de Brusselse gemeente Ganshoren. Zijn moeder Joseline overleed in 2007 aan kanker.
Op 11 juni 2011 trouwde Kompany in Castle Ashby met de Engelse Carla Higgs. Een jaar eerder werd hun dochter Sienna geboren. In oktober 2013 mochten ze een zoon Kai verwelkomen en in 2015 kregen ze een tweede zoon Caleb.

## Engagement
Kompany staat naast het voetbal bekend als een filantroop. Zo is hij sinds 2006 ambassadeur van SOS Kinderdorpen. Samen met zijn echtgenote Carla richtte hij ook de vzw "Vica" (samengesteld uit de eerste letters van hun voornaam) op. Het sociaal project steunt jongeren die het moeilijk hebben om zich te ontwikkelen in hun stad. In 2012 richtte hij een platenlabel op om jonge muziektalenten te steunen. Sinds 2013 sponsort hij voetbalclub BX Brussels als een sociaal-sportief project.
Daarnaast doet Kompany ook regelmatig zakelijke investeringen. Zo stond hij in 2010 aan de wieg van Bonka Circus, het productiehuis en managementbureau dat onder andere het programma Iedereen Duivel maakte. Ook na de op 20 juni 2024 aangekondigde fusieoperatie met Hotel Hungaria tot Hotel Bonka blijft Kompany aandeelhouder van het fusiebedrijf.
In 2011 kocht hij een derde van de aandelen van Elite Limousines VIP Protection Services Ltd, een bedrijf gespecialiseerd in luxetransport dat naast Manchester City ook Manchester United tot haar klanten mocht rekenen. In 2014 opende hij in Brussel en Antwerpen de sportbars Good Kompany, maar na nog geen jaar werden deze afgevoerd wegens een te kleine omzet. In 2017 investeerde hij dan weer in een luxeappartementencomplex in Manchester.

## Erelijst
| Competitie          |                |                                    |                |                |
| Competitie          | Aantal         | Jaren                              |                |                |
| RSC Anderlecht      | RSC Anderlecht | RSC Anderlecht                     | RSC Anderlecht | RSC Anderlecht |
| ------------------- | -------------- | ---------------------------------- | -------------- | -------------- |
| Eerste klasse       | 2              | 2003/04, 2005/06                   |                |                |
| Hamburger SV        |                |                                    |                |                |
| UEFA Intertoto Cup  | 1              | 2007                               |                |                |
| Manchester City     |                |                                    |                |                |
| Premier League      | 4              | 2011/12, 2013/14, 2017/18, 2018/19 |                |                |
| FA Cup              | 2              | 2010/11, 2018/19                   |                |                |
| EFL Cup             | 4              | 2013/14, 2015/16, 2017/18, 2018/19 |                |                |
| FA Community Shield | 2              | 2012, 2018                         |                |                |

| Competitie                  | Winnaar | Winnaar | Runner-up | Runner-up | Derde  | Derde  |
| Competitie                  | Aantal  | Jaren   | Aantal    | Jaren     | Aantal | Jaren  |
| België                      | België  | België  | België    | België    | België | België |
| --------------------------- | ------- | ------- | --------- | --------- | ------ | ------ |
| Wereldkampioenschap voetbal |         |         |           |           | 1      | 2018   |

| Individueel                                             |    |                  |
| Belgische Gouden Schoen                                 | 1x | 2005             |
| Ebbenhouten Schoen                                      | 2x | 2004, 2005       |
| Belgische Profvoetballer van het Jaar                   | 1x | 2005             |
| Belgische Jonge Profvoetballer van het Jaar             | 2x | 2004, 2005       |
| Beste Belgische voetballer in het Buitenland            | 1x | 2010             |
| PFA Team of the Year                                    | 3x | 2011, 2012, 2014 |
| Manchester City Official Supporter's Player of the Year | 1x | 2011             |
| Manchester City Player's Player of the Year             | 1x | 2011             |
| Premier League Speler van het Seizoen                   | 1x | 2012             |
| Genomineerd voor Wereldvoetbalelftal                    | 2x | 2011, 2012       |